# Losacino
Losacino – gmina w Hiszpanii, w prowincji Zamora, w Kastylii i León, o powierzchni 44,23 km². W 2011 roku gmina liczyła 249 mieszkańców.